# Румбольд Волимонтович
Румбольд Волимонтович (Рамбольд Волимунтович; в крещении — Ламберт; ум. ноябрь 1432) — литовский боярин, староста генеральный жемайтский (1409—1411), маршалок великий литовский (1412—1432), наместник Витебский (упоминается в 1422).

## Биография
Представитель знатного литовского рода, сын влиятельного боярина Волимонта Бушковича, брат воеводы трокского Евнутия, Кезгайлы, Шадибора, Гудигерда и канцлера великого литовского Судзивоя.
Впервые в письменных источниках упоминается при подписании Виленско-Радомского договора в Вильне в январе 1401 года. Под христианским именем Ламберт упоминается в 1409 году.
Участник Великой войны (1409—1411) между Великим княжеством Литовским в союзе с Королевством Польским и русскими княжествами с рыцарями Тевтонского ордена.
Став в 1409 старостой генеральным жемайтским, по приказу великого князя литовского Витовта, спровоцировал Второе восстание жемайтов, которое переросло в польско-литовско-тевтонскую войну.
По данным хрониста Яна Длугоша, в июне 1409 года великий князь литовский Витовт послал Румбольда с войском против немцев в Жемайтию, где Румбольд занял все орденские замки и взял в плен фогта Самогитии Михаэля Кухмайстра, таким образом вернув эту землю под власть Литвы. По-видимому, Румбольд-Ламберт участвовал в Грюнвальдской битве (1410), командуя жемайтским войском. После окончания войны стал маршалком великим литовским.
Позже Румбольд возглавлял литовскую делегацию на Констанцском соборе (1414—1418). В 1413 году был среди литовских переговорщиков по статусу Жемайтии с посредником, назначенным Сигизмундом I Люксембургом. В 1422 году участвовал в подписании Мельнского мира.
В 1422 или 1423 году он упоминается как староста витебский. В 1429—1430 годах был отправлен в Польшу для заключения договора о коронации великого князя литовского Витовта.
После внезапной смерти Витовта в 1430 году вместе с братьями Кезгайло и Евнутием поддержал избрание новым великим князем Свидригайло Ольгердовича. Во время начавшейся междоусобной борьбы за власть в ноябре 1432 года Румбольд вместе с Евнутием был казнëн по приказу Сигизмунда Кейстутовича.